# Катехуменат

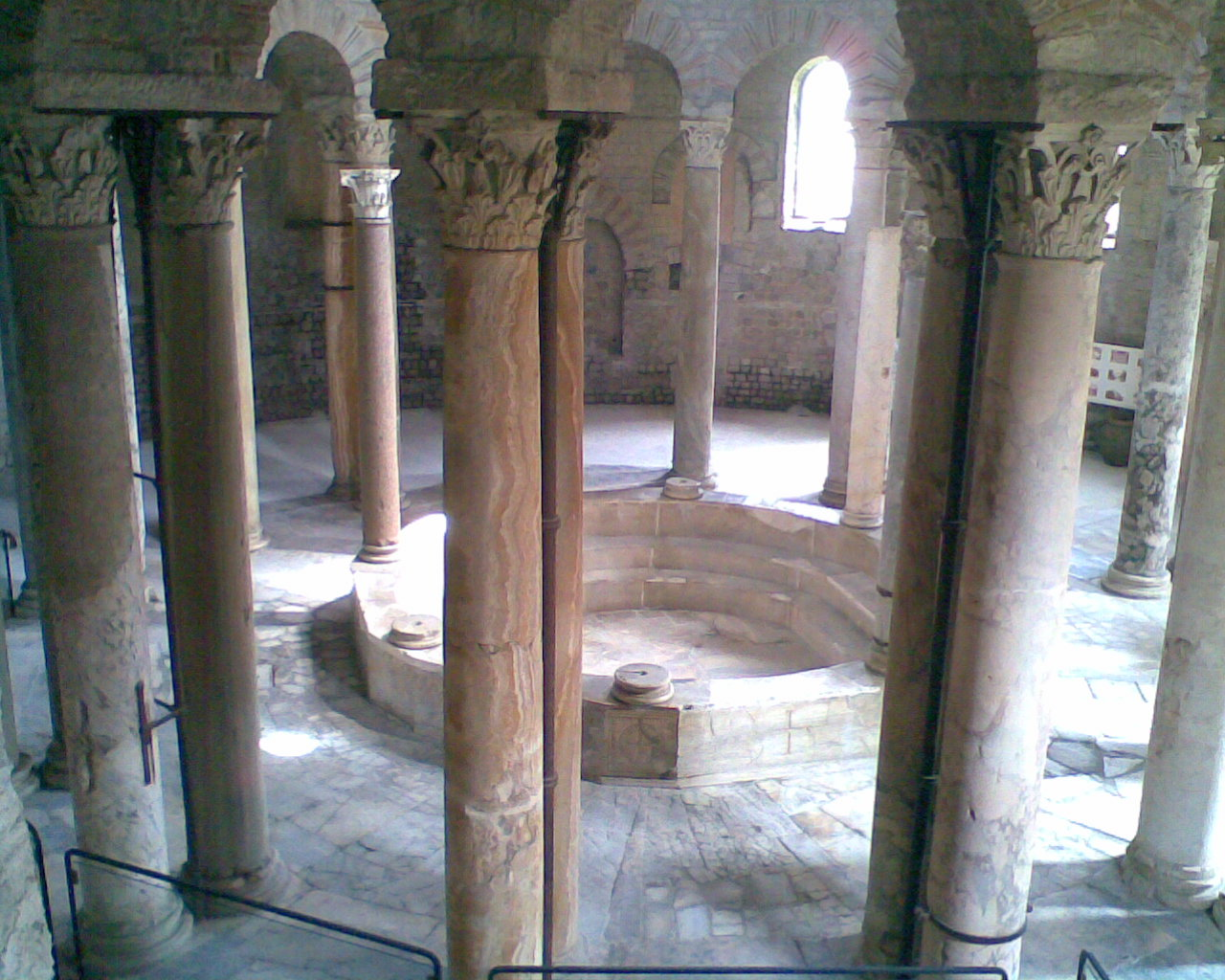
Древняя крещальня (VI в. Ночера-Суперьоре, Италия). Обряд Крещения — погружение в крещальный бассейн было кульминацией пути христианской веры, пройденного во время катехумената.

Катехуменат, христианское оглашение или посвящение — (лат. catechumenatus, от catechumenus, др.-греч. κατηχούμενος катехуменос: учили, наставником) – в христианстве подготовка к принятию крещения, называемое также христианским посвящением. Через слышание Слова Божия во время литургии, специальные катехезы посвящения в христианскую жизнь, экзорцизм, пост  и другие аскетические практики, катехумены, ведомые для личного обращения и преобразования нравственной жизни.

## В древности
Крещение взрослых было самым распространенным в первые века христианства, что подразумевало обращение от язычества или философии, распространенных в Римской империи. Тех, кто хотел быть христианином, общины подвергали различным испытаниям с целью духовного различия их жизни и обучения. Сначала они могли участвовать в собраниях христианской общины совместно с членом её, который был своего рода крестным отцом. Тот факт, что большое количество мучеников все ещё были катехуменами, доказывает, что периоды катехумената могли быть довольно продолжительными.
В самом начале, согласно деяниям апостолов, крещение предлагалось тем, кто слушал проповедь апостола (Деяния апостолов 2,38) или просто просил об этом по пути (Деяния апостолов 8, 36-39), но церковь быстро осознала, что кандидаты нуждаются в более серьёзной подготовке. Таким образом, катехуменат был признан необходимым, чтобы вести людей в тайну веры, и способных не отказаться от своей веры во время испытаний и гонений.
Продолжительность этого периода не всегда была одинаковой во все времена или во всех местах. Эльвирский собор в Испании, состоявшийся около 300 года, решил, что он продлится два года. Юстиниан повелел то же самое для евреев, которые хотели бы принять христианство. Агдесский собор 506 года потребовал от них не более восьми месяцев обучения. «Апостольские конституции» (книга 8, глава 32), более старые, чем этот совет, требовали трех лет подготовки до крещения. Некоторые считали, что достаточно времени великого поста. В неотложных обстоятельствах этот период был сокращен.
Сократ Константинопольский говоря об обращении Бургундцев, объясняет, что епископ Галльский довольствовался обучением их в течение семи дней. Если катехумен внезапно оказывался в смертельной опасности, его крестили моментально. Обычно, епископы по своему благоразумию решали продлевать или сокращать время обучения и испытаний в зависимости от необходимости и положений, которые они видят в катехуменах.

### Ранний катехуменат
Уже у истоков христианства можно найти катехуменат начальной стадии. Подготовку к крещению во II в. описал в своей Апологии святой Иустин Философ (100-165 гг.):

Кто убедится и поверит, что это учение и слова наши истинны, и обещается, что может жить сообразно с ним, тех учат, чтобы они с молитвою и постом просили у Бога отпущения прежних грехов, и мы молимся и постимся с ними. Потом мы приводим их туда, где есть вода, и они возрождаются таким же образом, как сами мы возродились, то есть омываются тогда водою во имя Бога Отца и владыки всего, и Спасителя нашего Иисуса Христа, и Духа Святого.— 1 Апология 61 
Пост перед Крещением, скорее всего, имел значение экзорцизма. В особых обрядах катехумены отрекались от /(греч.) apotaksis/ сатаны и выступали /(греч.) syntaksis/ за Христа. Иустин также сообщает, что новоиспеченных проводили на собрание братьев-христиан, где они впервые участвовали в Евхаристии.

### В III веке
В третьем веке христианства подготовка кандидатов к крещению претерпела значительное развитие. Свидетельством о катехуменате в это время является работа "Апостольское предание" Ипполита. Тогда у него было два этапа: начальная подготовка катехуменов, которая обычно занимала не более трех лет, и подробная подготовка для тех, кто считался готовым принять крещение.
- Первый этап, являвшийся начальной подготовкой, содержал нравственное учение, которое заканчивалось изучением, допускающим к группе крещенных, (лат. baptizandi). На этом этапе также учили молитву, которая отличалась от молитвы верующих. Ведущий учения молился за катехуменов с жестом возложения рук.
- Подробная подготовка  для катехуменов, которые были допущены в ряды baptizandi, собирающиеся принять таинство крещения. На этом этапе ответственный за катехуменов изучал их жизнь, слушал свидетельства о них от тех, "кто их привел". Кандидаты изучали Евангелие, над ними совершался обычный экзорцизм в сочетании с жестом возложения рук. Перед Крещением более торжественный экзорцизм совершал Епископ.

### В золотой святоотеческий период
Катехуменат достиг своего пика в IV и V вв.
Обычно он совершался тогда на четырех стадиях, и кандидатов называли соответственно этапу пути к крещению. Сначала записывались в катехуменат, часто родители записывали своих детей. Когда кандидаты имели ясность в своих намерениях, после обряда помазания крестным знамением, принятия таинства соли и помазания катехуменов они становились Слушателями (лат. Auditores). Они имели право участвовать в Литургии слова Божьего местной церковной общины. На следующем этапе те, кто был допущен к крещению во время предстоящей Пасхи, на Западе становились Competentes(лат.  заявители). В Риме их называли Избранными (лат. Electi), а на Востоке Просвещенными (др.-греч. φωτισμένος). После крещения катехумены становились Неофитами.
Другое разделение делило различие между христианами и верующими. Христианами называли катехуменов, которые были Слушателями. Верующими называли тех, кто уже принял крещение.
- Первый период с момента записи в катехуменат. Иногда он длился очень долго. Согласно практике, свидетелем которой является Аврелий Августин (354-430), кандидатов, поступивших в катехуменат, вводили в Мир Библии. Их вели по пути Священного Писания (лат. iter in Sсripturis Sanctis) – от сотворения мира до современности Церкви, явив Ветхий Завет как пророчество о том, что исполнилось в Новом Завете: во Христе и Церкви. От кандидатов ожидалось умение распознавать Божественное Провидение в истории и постепенно осознавать характер новой жизни. Многие участники этого учения откладывали, на неопределенный срок, решение о переходе к дальнейшим этапам катехумената. Не раз они делали этот шаг только перед смертью. Одной из причин был страх непостоянства в благодати крещения, следствием чего стало в ранней Церкви исключение из общины верующих (первобытное отлучение) и переходе к состоянию кающихся. Это делалось особенно в случае грехов, которые считались полной хищением новой жизни, начатой через крещение, таких как убийство, отступничество и прелюбодеяние. Покаянное состояние было в каком-то смысле повторным катехуменатом, новой возможностью покаяния, обремененной, однако, многими аскетическими практиками, постами, сексуальным воздержанием и т.д. Это покаяние - уже с древнейших времен, по свидетельству, например, "Пастыря" Ерма II в. (заповедь, IV, 1, 8), Тертуллиана, Киприана и др. – понималось как второй и последний шанс спасения после крещения. Ее уже нельзя было повторить. Примирение с Церковью, понимаемое как восстановление благодати крещения, откладывалось не раз незадолго до смерти (Катехизис Католической Церкви № 1447). Все это сказывалось на откладывании решения о принятии следующих этапов катехумената, направленных на крещение. Так было и с самим Августином, которому помогло в решении духовное переживание в Cassiciacum.
- Второй период,  начальная подготовка – в этот период, после обрядов помазания крестным знамением, принятия таинства соли и помазания, кандидаты, названные с тех пор Слушателями (Audientes) или христианами, начинали соответствующий катехуменат. Таинство соли, то есть потребление соли, часто с куском хлеба, не было одноразовым обрядом. Оно был своего рода подготовкой к причастию. Августин объяснил: „То что принимают не является Телом Христа, но оно святое, более святые, чем пища, который мы кормим себя, потому что это таинство” (О последствиях грехов и их отпущении, и о крещении младенцев /De peccatorum meritis et remissione et de baptismo parvulorum/ II, 26.42 PL 44,176). Катехумены отныне могли участвовать в воскресном собрании верующих, но только в той части, которая предназначалась для слушания Слова Божьего. Иногда это называлось Мессой катехуменов, так как после окончания евхаристической Литургии слова по призыву лат. ite missa est (идите вы отпущены) покидали собрание.
- Третий период, дальнейшая подготовка. После тщательного изучения некоторых слушателей допускали в ряды так называемых competentes, избранных, посвящённых – готовых принять крещение во время ближайшей Пасхи. Особым временем подготовки был Великий пост. Им подробно объясняли характер новой жизни, которой они будут жить после крещения. Их готовили до отречения от мира, чтобы они могли стать детьми Божьими. Они получали Символ веры (Credo) и молитву „Отче наш”, проходили скрутиниумы (лат. scrutinia)-экзорцизм. Символ веры „вручалось" избранным устно через проповедь цикла катехез, произносимых в ходе литургии, это было так называемое traditio symboli (лат. ) Катехезы часто проповедовал сам Епископ. В IV веке катехезы до крещения были организованы по плану, который соответствовал порядку истин веры, содержащихся в символе, например, катехезы Кирилла Иерусалимского, Иоанна Златоуста или Феодора Мопсуестийского. В западной церкви известны катехезы Амвросия Медиоланского (339-397) De Mysteriis (О тайнах) и De Sacramentis (О таинствах), которые епископ Милана произнес  около 388 г. А также катехезы Святого Августина. Через некоторое время катехумен возвращал символ (так называемый redditio symboli)  – состоял в публичном исповедании веры. Святой Августин описывает такое исповедание веры, а также общественный ажиотаж, который оно вызвало, известного тогда философа Мария Викторина. В этот период подвергали выбранных т. е. competentes нескольким скрутиниумам, в которых проверялись, как меняется их менталитет и жизнь под влиянием познанания Христа благодаря слушанию слова Божия и керигматичных катехез. Крестные и представители церковной общины должны были поручиться за кандидата. В Пасхальную ночь, когда проводилось ежегодное празднование Пасхальной Тайны, они принимали крещение, миропомазание и направлялись на торжественное празднование Евхаристии.
- Четвертый период  – после крещения. Продолжался неделю. Катехумены становились верующими, неофитами(др.-греч. νεόφυτος,neophitos (вновь посаженный). Каждый день они приходили в белых одеждах (альбах, in albis), на мистагогические катехезы, проводимые в рамках литургии. Тогда их посвящали в Евхаристию. Образцом этих катехез, находящихся в расцвете в IV в., была проповедь пасхи, которая в первоначальной Церкви заменила в христианском праздновании пасхи, еврейскую Хагаду об освобождении Израильтян из рабства в Египте, представляющая собой центральный элемент празднования еврейского седера пасхального. Известна катехеза Святого Августина Аврелия, в которой он обратился к новорожденным при крещении (дословно младенцам, лат. Ad infantes) в само Пасхальное Воскресение, на следующий вечер после Великой Пасхальной Ночи:

Я помню свое обещание. Тем из вас, кто был крещен, я обещал проповедь, объясняющую Таинство Стола Господня, который вы теперь видите здесь и которого вы стали участниками прошлой ночью.(...) В этом хлебе вам доверено то, насколько вы должны любить единство. Неужели хлеб этот сделан из одного зерна? Не много ли было зерен пшеницы? Через воду они были соединены после какого-то раскаяния (contritio). Ибо пшеница, если ее не перемолоть и не окропить водой, отнюдь не достигает однородной формы, которую называют хлебом. Да и вы до этого были перемолоты унижением поста и таинством экзорцизма. Наступил момент крещения, и Вы были как бы окроплены (conspersi), чтобы принять форму хлеба. Но нет хлеба без огня. Что же означает огонь, то есть помазание маслом /(лат. ) chrisma olei/ ? Да, таинство питает огнем Святого Духа... (Гомилия 227)
Неофиты снимали Альбы во время литургии только после воскресенья в Октаве Пасхи, называемой отсюда Белым воскресеньем или буквально Воскресеньем в альбах (Dominica in albis).

## Средневековье (VIII-XV вв.)
Практика катехумената, совершаемого в литургическом контексте, полностью исчезла на рубеже VIII и IX вв. его обряды и скрутиниумы в результате долгой литургической эволюции были уменьшены и включены в обряд крещения по римскому ритуалу.

## Новое время (XVI-XX вв.)
В XVI веке по инициативе Святого престола была предпринята попытка создать катехуменат для миссий в Северной и Южной Америке и на Дальнем Востоке. По просьбе Григория XIII, кардинал Джулио Антонио Сантори разработал ритуал этапов катехумената и их литургии по древнему обычаю. Он включал скрутиниум, то есть исследование роста в вере и морали кандидатов, обряды пасхальной ночи с Крещением , миропомазанием и Евхаристией , шествие пасхальной ночи и белой недели (in albis ) в крещальню, фото белых одежд, годовщину крещения. Этот ритуал был опубликован в Риме в 1584 году, однако официального его оглашения не произошло. Его содержание было распространено испанским кармелитом, о. Фомой от Иисуса, в миссионерском трактате о спасении всех народов, опубликованном в Антверпене в 1613 году.
Попытки организовать литургию крещения поэтапно осуществились лишь в XIX веке в провинции Сычуань, Китай. Они встретили резкую негативную реакцию со стороны Святого Престола. В 1866 году Верховная Священная Конгрегация Римской и Вселенской Инквизиции и Конгрегация евангелизации народов (так называемая Propaganda Fide) потребовали прекратить эту практику, считая ее злоупотреблением литургией крещения. Реакцию Конгрегации можно объяснить тем, что в Риме совершенно забыли как публикацию кардинала Сантори, так и всю святоотеческую литургическую историю, связанную с катехуменатом и Крещением.
Согласно Римскому обряду, изданному после Тридентского собора, все этапы античного катехумената проводились для взрослых, как обряд принятия, экзорцизм и т.п. - которые первоначально отмечались в течение месяцев или лет – были сгруппированы в один обряд крещения. Это было следствием чередования сакраментальной жизни Церкви у истоков средневекового периода. Тогда повсеместно стали давать крещение младенцам, для которых, конечно, не было возможности вести катехуменат. Таким образом, таинства, являющиеся в первом тысячелетии этапы развития христианской жизни до крещения, проводились в течение длительного периода времени отдельно друг от друга – в средневековой практике оказались, в уменьшенной неполной форме, в одноразовой литургии крещения.
Через несколько лет после запрета Святого Престола, выданного китайской епархии в североафриканском Карфагене в 1878 году, кардинал Лавигери принял решение о создании официального учреждения катехумената для миссии в Африке. Кандидаты на Крещение должны были пройти его в течение четырех лет. Будучи бывшим профессором, кардинал-основатель белых отцов хорошо знал святоотеческую древность. Вдохновленный историей эпохи отцов, он разделил катехуменат на три ступени или этапа. Однако они не включали ни одного чисто литургического обряда. Это было понятно в контексте позиции Святого Престола, стоящего на страже неприкосновенности обрядов крещения в его форме, разрешенной в триденский период.

## В настоящее время
Во втором тысячелетии Церковь отошла от практики катехумената. Поводом этому послужило, что большинство крещенных были детьми, младенцами. В нашем времени христианские церкви возвращаются к катехуменату, как к введению в веру.

## Католическая церковь
Следуя древней церковной традиции, катехуменат в Католической церкви — это период, который может быть продлен и имеет различные этапы или « основные элементы»:

благовестие Слова, принятие Евангелия, ведущее к обращению, исповедание веры, Крещение, излияние Святого Духа, доступ к Евхаристии.— Катехизис католической церкви № 1229 (далее ККЦ)
Он рассматривается как период созревания в обращении и вере, даже если уже говорят об определённом членстве в Церкви («соединение» ККЦ № 1249). И считается, что те, кто умирает, не получив крещение, своим желанием принять его, получают уверенность в спасении (ККЦ № 1259).
Однако расширение практики крещения детей приводит к тому, что на самом деле мало кто получает или принимает эту подготовку, и даже до II Ватиканского собора, катехуменат как институт был оставлен. Речь идет об «оглашении после крещения» (ККЦ № 1231), а в Катехизисе Католической церкви упоминается, что Конституция Sacrosanctum Concilium, № 64 восстановила катехуменат, обряды которого были нормированы в «Чине христианского посвящения взрослых, ЧХПВ» (Ordo initiationis christianae adultorum, OICA), утвержденном Святым Престолом в 1972 году. Таким образом, можно вернуться к разговору даже об «ордене катехуменов» (ККЦ № 1537).
Он также становится более универсальным, позволяя включать культурные элементы, характерные для земель миссии, чтобы обогатить символику обряда(ККЦ № 1232). Обряд крещения взрослых, обычно проводимая в пасхальное бдение, включает в себя прием других таинств христианского посвящения: миропомазание, причастие(ККЦ № 1233).
Говоря об обряде крещения, Катехизис сравнивает погружение катехумена в воду с его погребением при смерти Христа(ККЦ № 1214). В № 168 Катехизиса при воспоминании об обряде крещения взрослых упоминается, что дар, который неофит просит у Церкви, — это дар веры.